# Oligosita biscrensis
Oligosita biscrensis är en stekelart som beskrevs av Maksymilian Nowicki 1935. Oligosita biscrensis ingår i släktet Oligosita och familjen hårstrimsteklar.
Artens utbredningsområde är Algeriet. Inga underarter finns listade i Catalogue of Life.